# Ginger-Inseln
Die Ginger-Inseln (von englisch ginger ‚rötlich braun‘) sind eine Inselgruppe vor dem südlichen Ende der westantarktischen Adelaide-Insel. Sie liegen westlich des Kap Alexandra.
Die hydrographische Einheit der Royal Navy kartierte die Inseln zwischen 1962 und 1963. Das UK Antarctic Place-Names Committee benannte sie 1964 nach dem Hydrographen  Kenneth Ginger (1928–1995), der ab 1958 für einige Jahre für die Erstellung von Landkarten für die britische Admiralität verantwortlich war. Die größte der Inseln erscheint rötlich, sofern sie frei von Schnee ist.